# Premis Nacionals de Cultura 2019
Els Premis Nacionals de Cultura 2019 van ser atorgats pel Consell Nacional de la Cultura i de les Arts d'acord amb el que estableixen la Llei 6/2008, de 13 de maig, del CoNCA i el Decret 148/2013, de 2 d'abril, dels Premis Nacionals de Cultura de la Generalitat de Catalunya. El lliurament dels premis es va fer el 4 de juliol del 2019 al centre Artesà del Prat de Llobregat, i fou presidit pel Molt Hble. Sr. Quim Torra, president de la Generalitat de Catalunya. En aquest acte s'entregaren els guardons que reconeixen la trajectòria i el talent de quatre entitats i sis creadors del país en l'àmbit de la cultura.

## Guardonats
- Maria Bohigas Sales[2]
- Jaume Cabré[2]
- Col·legi d'Arquitectes de Catalunya (COAC)[3]
- Federació d'Ateneus de Catalunya[4]
- Litterarum - Fira d'espectacles literaris Móra d'Ebre[5]
- Josefina Matamoros[6]
- Museu de Lleida[7]
- Clara Peya[8]
- Josep Ponsatí[9]
- Carme Ruscalleda[10]